# Oscar Lewicki
Carl Oscar Johan Lewicki, född 14 juli 1992 i Malmö i dåvarande Malmöhus län, är en svensk fotbollsspelare (mittfältare) som spelar för Malmö FF i Allsvenskan.
Han var en del av den svenska trupp som vann guld i U21-EM 2015.

## Klubbkarriär
Lewicki började spela fotboll i Limhamns IF som fyraåring. Han värvades 2008 av Bayern München från Malmö FF och började direkt spela i ungdomslaget. Lewicki spelade inte i Bayerns reservlag förrän i slutet av säsongen 2009/2010 då han blev inbytt i ett antal matcher. Han gjorde sin debut i början av följande säsong i en 4–1-förlust mot Kickers Offenbach och spelade 33 matcher samtidigt som klubben blev degraderade från 3. Liga. I juni 2011 blev han free agent.

### BK Häcken
Trots Bayern Münchens ansträngningar att värva tillbaka honom valde Lewicki (i augusti 2011) att gå till BK Häcken, där han skrev på ett kontrakt fram till 2014. Den främsta orsaken till bytet var att han förmodligen inte skulle få spela A-lagsfotboll i det tyska laget. Hans första mål i Häcken kom mot AIK.
På Fotbollsgalan 2012 fick Lewicki ta emot priset för "Årets nykomling".

### Malmö FF
Den 13 november 2014 blev det klart att Lewicki skrivit på ett treårskontrakt med Malmö FF med start från den 1 januari 2015. Han anslöt till laget som bosman.
Den 7 oktober 2019 blev det klart att Lewicki förlängde sitt kontrakt med MFF till 2024.
Lewicki, som främst under sin karriär har spelat som central mittfältare, spelade under säsongen 2019 ett stort antal matcher som mittback. I januari 2024 drog han på sig en korsbandsskada och missade större delen av säsongen. I november 2024 förlängde Lewicki sitt kontrakt med ett år.
Lewicki var med och blev svensk mästare med Malmö FF 2016, 2017, 2020, 2021, 2023, 2024.

## Landslagskarriär
I juni 2015 blev han Europamästare med det svenska U21-laget. 
Lewicki debuterade i A-landslaget den 21 januari 2014 i en träningslandskamp mot Island i Abu Dhabi. Han startade i EM-kvalmatchen mot Moldavien den 12 oktober 2015, och startade även i de båda EM-playoff matcherna mot Danmark när Sverige kvalificerade sig till EM 2016. Väl i mästerskapet startade Lewicki i inledningsmatchen mot Irland, och ersatte Albin Ekdal i matchen mot Italien.

## Karriärstatistik
| Klubb              | Säsong             | Liga               | Liga    | Liga | Nationell cup | Nationell cup | Internationell cup | Internationell cup | Totalt  | Totalt |
| Klubb              | Säsong             | Division           | Matcher | Mål  | Matcher       | Mål           | Matcher            | Mål                | Matcher | Mål    |
| ------------------ | ------------------ | ------------------ | ------- | ---- | ------------- | ------------- | ------------------ | ------------------ | ------- | ------ |
| Bayern München II  | 2010/2011          | 3. Liga            | 33      | 0    | —             | —             | —                  | —                  | 33      | 0      |
| Bayern München II  | Totalt             | Totalt             | 32      | 0    | 0             | 0             | 0                  | 0                  | 32      | 0      |
| BK Häcken          | 2011               | Allsvenskan        | 0       | 0    | 0             | 0             | —                  | —                  | 0       | 0      |
| BK Häcken          | 2012               | Allsvenskan        | 24      | 1    | 0             | 0             | —                  | —                  | 24      | 1      |
| BK Häcken          | 2013               | Allsvenskan        | 18      | 1    | 0             | 0             | 3                  | 0                  | 21      | 1      |
| BK Häcken          | 2014               | Allsvenskan        | 27      | 0    | 5             | 0             | —                  | —                  | 32      | 0      |
| BK Häcken          | Totalt             | Totalt             | 69      | 2    | 5             | 0             | 3                  | 0                  | 77      | 2      |
| Malmö FF           | 2015               | Allsvenskan        | 27      | 2    | 4             | 0             | 12                 | 0                  | 43      | 2      |
| Malmö FF           | 2016               | Allsvenskan        | 24      | 0    | 7             | 0             | —                  | —                  | 31      | 0      |
| Malmö FF           | 2017               | Allsvenskan        | 29      | 2    | 1             | 0             | 2                  | 0                  | 32      | 2      |
| Malmö FF           | 2018               | Allsvenskan        | 28      | 0    | 6             | 0             | 13                 | 1                  | 47      | 1      |
| Malmö FF           | 2019               | Allsvenskan        | 27      | 0    | 3             | 0             | 15                 | 2                  | 45      | 2      |
| Malmö FF           | 2020               | Allsvenskan        | 23      | 0    | 6             | 0             | 5                  | 0                  | 34      | 0      |
| Malmö FF           | 2021               | Allsvenskan        | 11      | 0    | 0             | 0             | 10                 | 0                  | 21      | 0      |
| Malmö FF           | 2022               | Allsvenskan        | 11      | 0    | 1             | 0             | 5                  | 0                  | 17      | 0      |
| Malmö FF           | 2023               | Allsvenskan        | 23      | 0    | 1             | 0             | —                  | —                  | 24      | 0      |
| Malmö FF           | 2024               | Allsvenskan        | 2       | 0    | 1             | 0             | 0                  | 0                  | 3       | 0      |
| Malmö FF           | 2025               | Allsvenskan        | 0       | 0    | 0             | 0             | 1                  | 0                  | 1       | 0      |
| Malmö FF           | Totalt             | Totalt             | 205     | 4    | 30            | 0             | 63                 | 3                  | 298     | 7      |
| Totalt i karriären | Totalt i karriären | Totalt i karriären | 307     | 6    | 35            | 0             | 61                 | 3                  | 405     | 9      |

1. 1 2 3 4 5  Matcher i Europa League.
2. 1 2 3  Matcher i Champions League.
3. ↑  Sex matcher i Champions League, sju matcher och ett mål i Europa League.

## Meriter
Malmö FF
- Svensk mästare: 2016, 2017, 2020, 2021, 2023, 2024
- Svensk cupvinnare: 2022, 2024

 Sverige U21
- Guldmedaljör i U21-EM: 2015